# Мама не горюй 2
«Мама, не горюй 2» — российский художественный фильм 2005 года.
Продолжение фильмов «Мама, не горюй» и «Апрель».

## Сюжет
В одном приморском городе начинается предвыборная кампания. Главные кандидаты на выборах — авторитетный бизнесмен Турист и прокурор города. Жизнь города резко меняется, борьба за власть набирает обороты: в город прибывают московские политтехнологи, изо всех сил работает местное телевидение, задействованы все криминальные группировки, поддержать кандидатов приехали даже звёзды шоу-бизнеса. И всё идёт неплохо, пока на побывку не прибывает Морячок. Жизнь тихого города становится окончательно непредсказуемой…

## В ролях
| Актёр               | Роль                            |
| ------------------- | ------------------------------- |
| Гоша Куценко        | Артур                           |
| Сергей Колтаков     | прокурор                        |
| Евгений Сидихин     | Зубек                           |
| Андрей Панин        | морячок                         |
| Николай Чиндяйкин   | Алексей Иванович, майор милиции |
| Михаил Ефремов      | политтехнолог Моня              |
| Фёдор Бондарчук     | политтехнолог Лёва              |
| Нина Русланова      | тёща морячка                    |
| Иван Бортник        | «Гитлер»                        |
| Елена Шевченко      | Ксения                          |
| Александр Баширов   | Миша                            |
| Иван Рыжиков        | эпизод (дежурный милиционер)    |
| Константин Мурзенко | эпизод (крупье)                 |
| Вера Воронкова      | Луиза                           |
| Дмитрий Петухов     | Киндер                          |
| Александр Феклистов | ведущий телеринга               |
| Владимир Епифанцев  | доверенное лицо Туриста Свара   |
| Спартак Сумченко    | доверенное лицо Туриста Дрон    |
| Мария Машкова       | солистка группы «Штучки»        |
| Нина Есина          | солистка группы «Штучки»        |
| Настя Задорожная    | солистка группы «Штучки»        |

## Съёмочная группа
- Авторы сценария: Константин Мурзенко, Максим Пежемский
- Режиссёр-постановщик: Максим Пежемский
- Продюсер: Сергей Сельянов
- Операторы-постановщики: Андрей Жегалов, Дмитрий Коробкин
- Художник-постановщик: Константин Витавский
- Звукорежиссёр: Александр Камалдинов
- Редактор: Валерий Федорович
- Монтаж: Карен Оганесян
- Директора картины: Мария Ушакова, Ираклий Акамашвили
- Исполнительный продюсер: Сергей Долгошеин

## Факты
По мотивам фильма компанией Lazy Games в 2005 году была выпущена приключенческая игра «Мама, не горюй». Персонажей игры озвучили известные актёры, часть которых принимала участие в съёмках фильма: Гоша Куценко, Александр Баширов, Сергей Колтаков, Николай Чиндяйкин, Иван Бортник, Владимир Епифанцев.
Судя по номеру оторванного джиповского бампера, фильм снимался в портовом городе Краснодарского края. В первом фильме, напротив, номера на машинах были московского региона.